# Конго рикиси

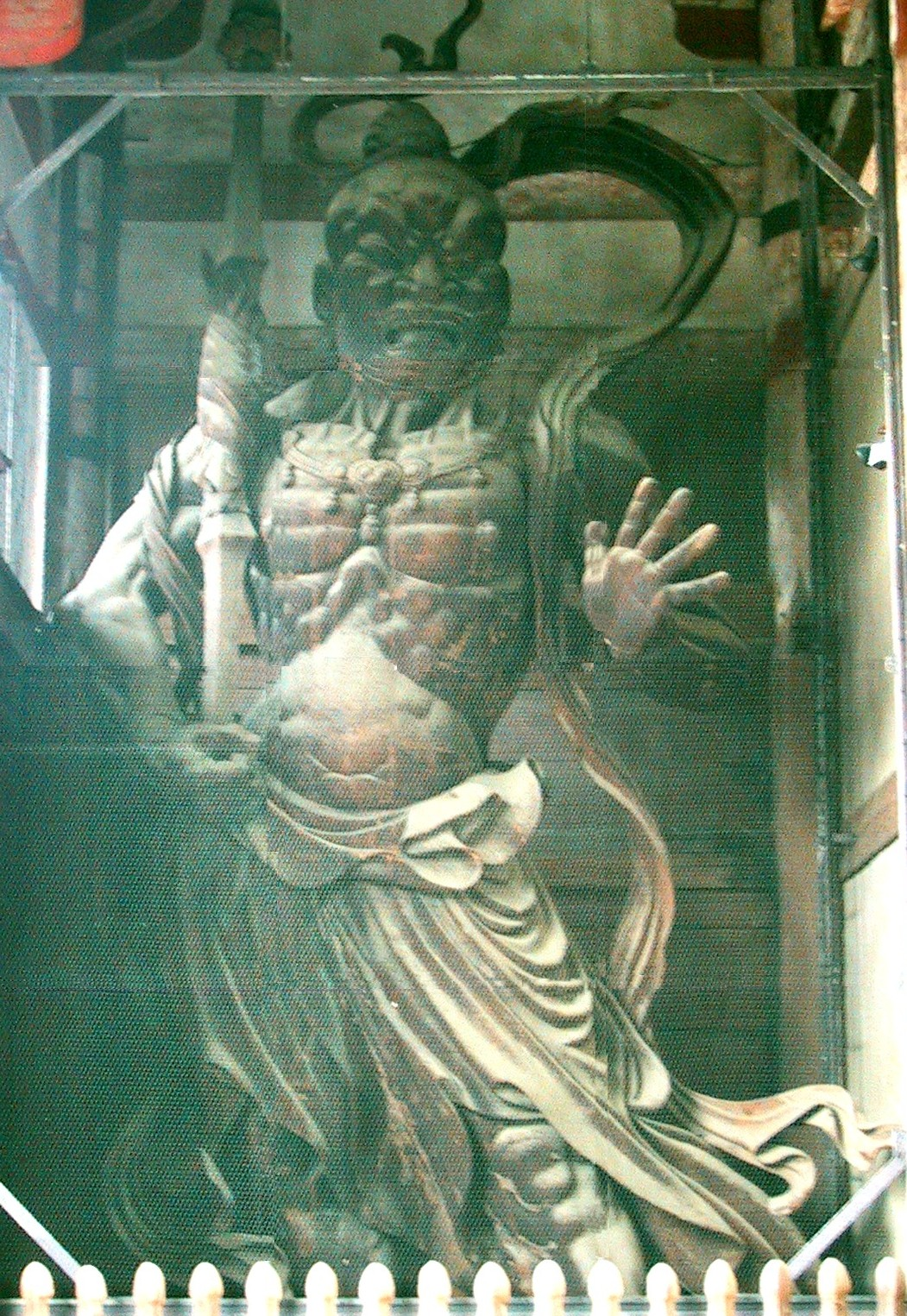
Знаменитая японская деревянная статуя Конго рикиси из храма Тодай-дзи, вырезанная в 1203 году скульпторами школы Кэй

Конго рикиси (金剛 力士) или Нио (仁王) — два наполненных гневом мускулистых божеств-хранителей Будды. Скульптурные изображения этих божеств часто устанавливаются при входе в буддийские храмы, монастыри, святилища, кладбища и другие священные места в Японии. Как правило, они устанавливаются по двум сторонам от главных ворот, предотвращая проникновение демонов или злых духов через охраняемые ими ворота. Эти Дварапалы являются воплощениями бодхисаттвы Ваджрапани, старейшего и наиболее могущественного защитника Будды и символом его могущества. Согласно японской легенде, они путешествовали с Буддой, чтобы защитить его. В рамках в целом пацифистской традиции буддизма, истории о дварапалах оправдывали использование физической силы для защиты заветных ценностей и верований от зла.

## Изображения
Конго рикиси — это обычно пара фигур, которые стоят по сторонам входных ворот в храм, называемых в Японии Ниомон (仁王 門) — ворота Нио. Правая статуя называется Миссяку конго и изображается с открытым ртом, представляющим вокализацию первой графемы санскритского письма Деванагари. Левая статуя называется Нараен конго и изображается с закрытым ртом, представляющим вокализацию последней графемы Деванагари. Эти два символа вместе обозначают рождение и смерть всех вещей. Подобно Альфе и Омеге в христианстве, они означают «всё» или «всё творение». Сокращение обоих — Аум (ॐ) на санскрите означает Абсолют.

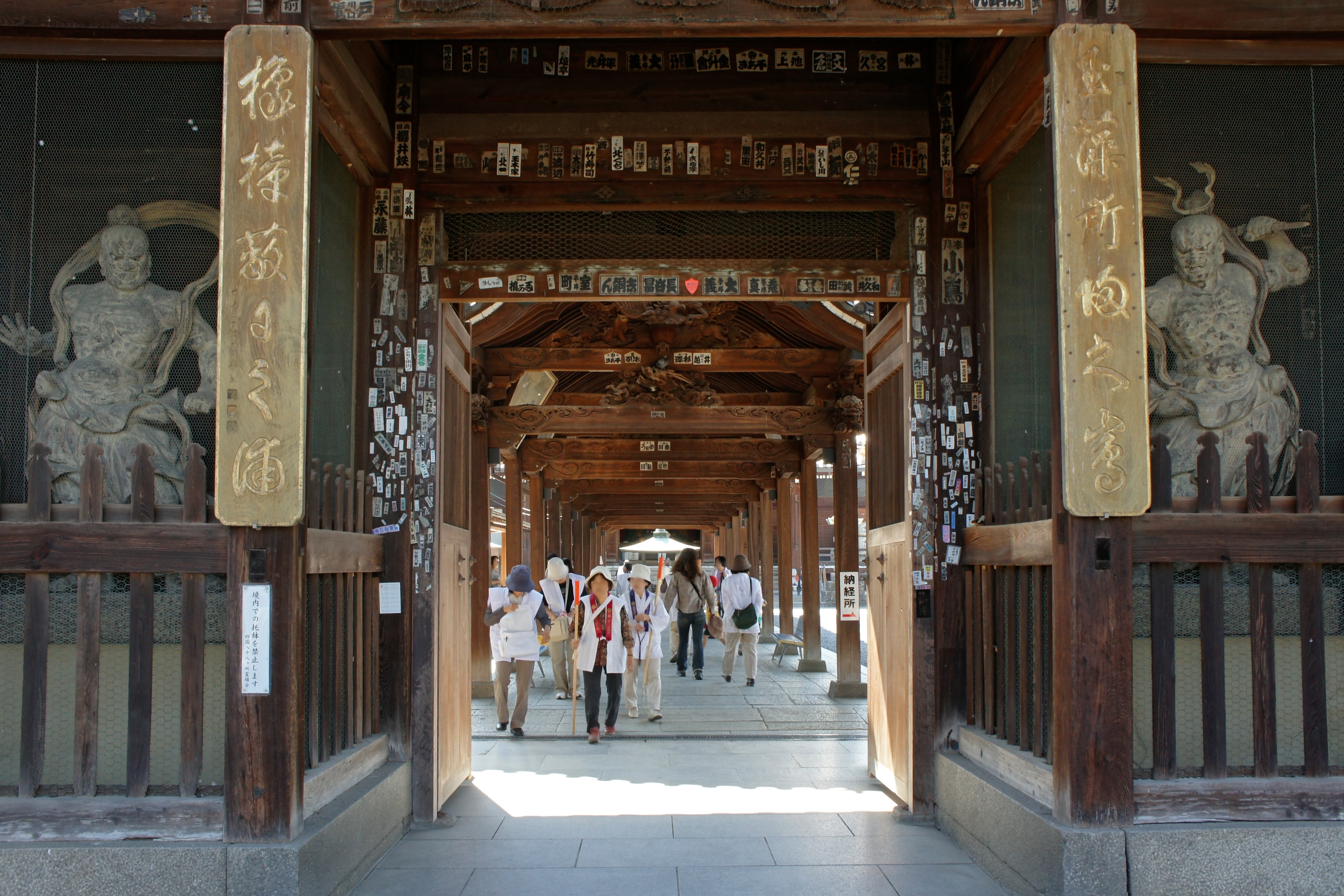
Два Нио, установленные справа и слева в воротах храма Дзэнцу-дзи[англ.]
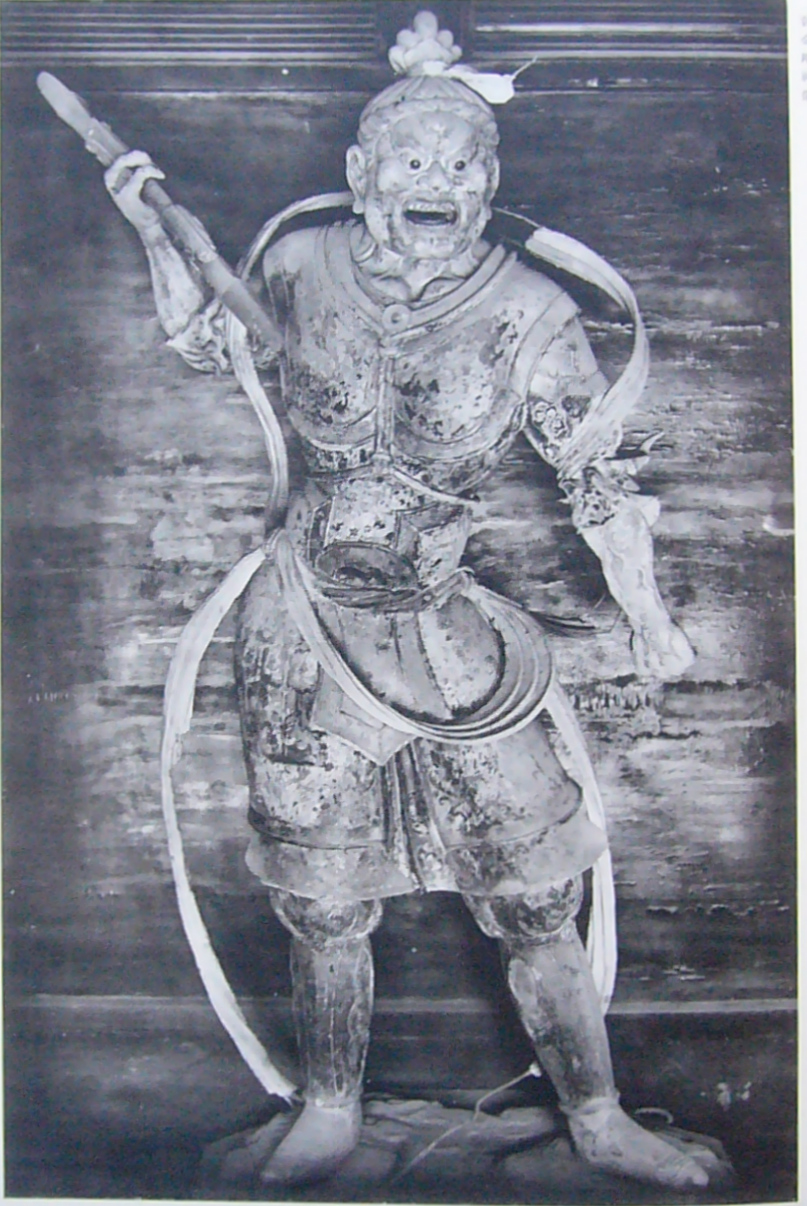
Сюконгсин в храме Тодай-дзи
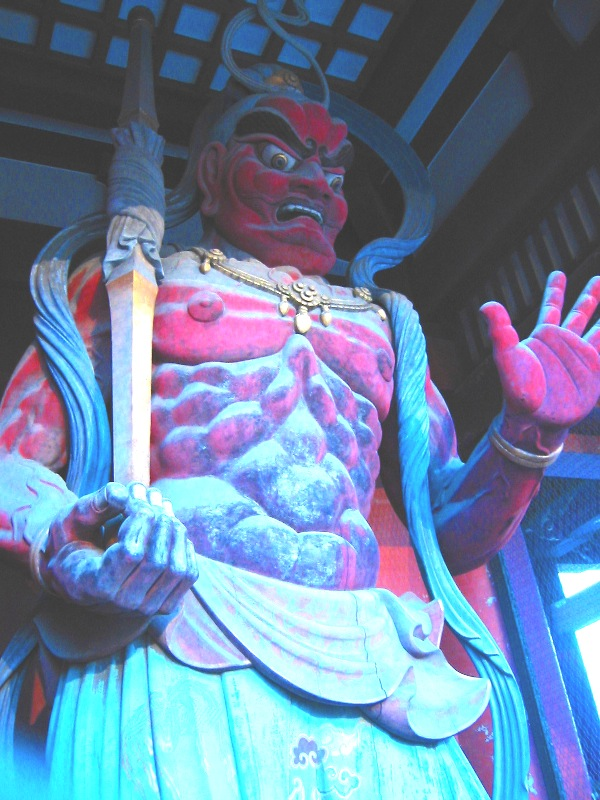
Сюконгсин из храма Сэнсо-дзи

### Миссяку Конго или Агё
Мисяку конго (яп. 密迹金剛), также называемый Агё (яп. 阿形, "a"-форма, общее название статуи с открытым ртом в паре аум) — является символом открытого насилия: он держит в руках ваджру (алмазная дубинка, палка молнии или символ солнца) и обнажает зубы. Его рот изображен в форме, необходимой для формирования звука "ах".

### Нараэн конго или Унгё
Нараэн конго (яп. 那羅延金剛), также называемый Унгё (яп. 吽形, "ит"-форма, общее название статуи с закрытым ртом в паре аум) — является символом скрытой силы, плотно закрывая рот. Его рот произносит звук "Un", что приводит к его альтернативному имени Унгё.

### Сюконгосин
Сюконгосин (яп. 執金剛神, , букв. «владеющий ваджрой») — божество объединяющее Миссяку Конго и Нараэн конго, представленное в храме Тодай-дзи в Наре.

## Эллинистическое влияние
Конго рикиси — возможный случай передачи изображения греческого героя Геракла в Восточную Азию по Шёлковому пути. Геракл использовался в греко-буддийском искусстве для изображения Ваджрапани, защитника Будды, а затем его изображение использовалось в Китае и Японии для изображения богов-защитников буддийских храмов. Эта передача является частью более широкого греко-буддийского синкретического феномена, где буддизм взаимодействовал с эллинистической культурой Центральной Азии с IV века до нашей эры до IV века нашей эры.

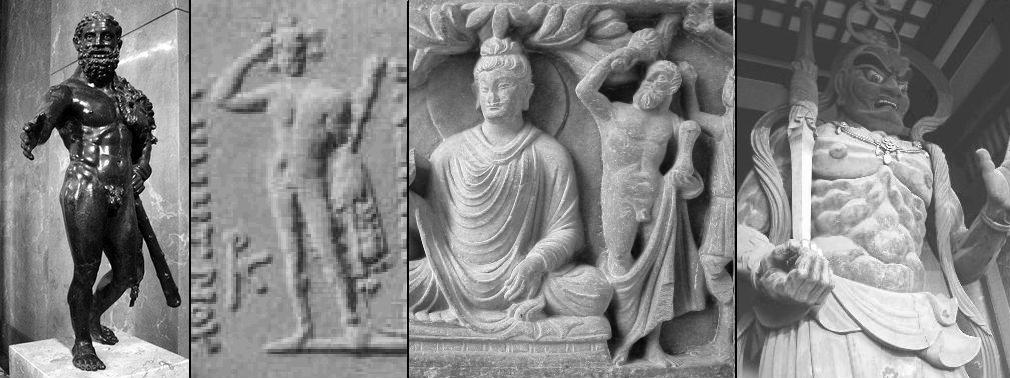
Иконографическая эволюция от греческого Геракла до Конго рикоси. Слева направо:
1) Геракл (Музей Лувра).
2) Геракл на монете Греко-Бактрийского царства царя Деметрия I.
3) Ваджрапани, защитник Будды, изображённый в образе Геракла в Греко-буддистском искусстве из Гандхары.
4) Сюконгосин из буддийского храма в Японии（Сэнсо-дзи).